# BMW R 1100 GS
Die BMW R 1100 GS ist ein Motorrad der Bayerischen Motoren Werke; sie wurde im September 1993 auf der IAA in Frankfurt am Main präsentiert. Es ist eine Reiseenduro, die wie alle Modelle der R-Reihe von einem Boxermotor angetrieben und im BMW-Werk Berlin in Spandau endmontiert wird. Die Modellbezeichnung GS bedeutet Gelände/Straße, der interne Werkscode lautet R259. Von dem Modell wurden 43.596 Einheiten in der Zeit von 1994 bis 1999 hergestellt, davon 21.800 in Deutschland verkauft.

## Technische Daten
Die R 1100 GS hat einen luft-/ölgekühlten Zweizylinder-Boxermotor mit vier Ventilen pro Zylinder und jeweils einer obenliegenden Nockenwelle pro Zylinder. Der Motor hat einen Hubraum von 1085 cm³ und leistet 59 kW (80 PS). Aus versicherungstechnischen Gründen sind die meisten in Deutschland verkauften Motorräder auf 57 kW (78 PS) gedrosselt. Die Höchstgeschwindigkeit beträgt 195 km/h. Das Leergewicht beläuft sich auf 243 kg (betankt). Der Kraftstofftank hat ein Fassungsvermögen von 24 Litern und ermöglicht durch moderne Einspritztechnik Reichweiten von über 400 km. Die GS hat die elektronische Motorsteuerung MA 2.1/2.2 von Bosch (Motronic). Die zwei Zylinder haben eine Bohrung von 99 mm, die Kolben einen Hub von 70,5 mm. Das Verdichtungsverhältnis beträgt 10,3 : 1. Der Hersteller empfiehlt die Verwendung von bleifreiem Benzin mit einer Klopffestigkeit von mindestens 95 Oktan.
Das Fahrwerk baut auf einer mittragenden Motor-Getriebe-Einheit mit angeschraubtem Hilfsrahmen auf. Das vielfach als positiv empfundene Fahrverhalten verdankt die GS einer neu konstruierten Telelever-Vorderradführung und einer Paralever-Hinterradführung.
Der Neupreis betrug zu Beginn der Verkaufszeit 17.450 DM. Aufpreispflichtige Extras wie Antiblockiersystem oder Heizgriffe konnten ab Werk geliefert werden.
Es gibt zwei unterschiedliche Angaben zum Tankinhalt von BMW. Die Modelle mit Kunststofftank wurden mit 25 Liter Tankinhalt angegeben, während die Modelle mit Blechtank nur mit 24 Liter angegeben wurden.
Beide Angaben sind richtig. Das theoretische Volumen des Tanks beträgt 25 Liter. Hiervon sind jedoch nur 24 Liter nutzbar, da der Tank konstruktionsbedingt nicht vollständig befüllt werden kann.
Konkurrenzmodelle waren die Reiseenduros Honda XRV 750 Africa Twin, Yamaha XTZ 750 Super Ténéré oder noch Moto Guzzi Quota. Abgelöst wurde die R 1100 GS von der hubraumerweiterten R 1150 GS.

## Maße und Gewichte
- Länge über alles: 2189 mm
- Breite über Rückspiegel: 920 mm, über Lenker (mit Tilger) 890 mm, über Fußrasten (Fahrer) 606 mm, über Fußrasten (Sozius): 734 mm
- größte Höhe (ohne Spiegel): 1366 mm
- Sitzhöhe (bei Leergewicht): 840/860 mm (zweifach einstellbar)
- Radstand (bei Normallage): 1509 mm
- Bodenfreiheit (bei Normallage): 200 mm
- Leergewicht: 243 kg (fahrfertig, vollgetankt)
- zulässiges Gesamtgewicht: 450 kg
- zulässige Radlasten: vorn 180 kg, hinten 300 kg
- maximale Zuladung 207 kg
- Verbrauch:
  - 4,6 l/100 km (bei konstant 90 km/h)
  - 5,9 l/100 km (bei konstant 120 km/h)
- Bereifung:
  - vorn: 110/80R19 59H TUBELESS
  - hinten: 150/70R17 69H TUBELESS

## Kritiken
„Mit der neuen Boxer-Generation und der damit verbundenen Fahrwerkstechnik stößt BMW in Form der R 1100 GS in Dimensionen vor, die großen Reise-Enduros bislang fremd waren. Neben ausreichend Off-Road-Qualitäten deckt sie nunmehr auch Bereiche ab, die bislang ausschließlich großvolumigen Straßenmotorrädern vorbehalten waren.“

„Doch trotz all der Lorbeeren – einige Probleme hat BMW bis heute nicht in den Griff bekommen. Da wäre zum einen das bereits von den RS-Modellen bekannte, hakende Getriebe. Zwar hatten die bayrischen Techniker versucht, das Getrieberuckeln zum Start der Enduro durch O-Ringe zwischen Getriebewellen und -rädern zu beheben. Aber leider nur mit der Konsequenz, daß sich die ohnehin nicht gerade gute Schaltbarkeit nochmals verschlechterte.“